# أدالبيرت بوروس
أدالبيرت بوروس (بالرومانية: Adalbert Boros)‏ هو عالم عقيدة روماني، ولد في 20 سبتمبر 1908 في Pădureni ‏ في رومانيا، وتوفي في 6 يونيو 2003 في تيميشوارا في رومانيا.